# Bilbil oliwkowy
Bilbil oliwkowy (Pycnonotus plumosus) – gatunek małego, śpiewającego ptaka z rodziny bilbili (Pycnonotidae). Zamieszkuje Azję Południowo-Wschodnią. Nie jest zagrożony wyginięciem.

## Systematyka
Międzynarodowy Komitet Ornitologiczny (IOC) wyróżnia cztery podgatunki P. plumosus:
- P. plumosus plumosus Blyth, 1845 – bilbil oliwkowy[3] – Półwysep Malajski, wschodnia Sumatra, Jawa, Bali oraz zachodnie i południowe Borneo;
- P. plumosus hutzi Stresemann, 1938 – bilbil borneański[3] – północne i wschodnie Borneo;
- P. plumosus hachisukae Deignan, 1952 – wyspy u wybrzeży północnego Borneo i południowo-zachodnie Filipiny;
- P. plumosus porphyreus Oberholser, 1912 – bilbil kreskogłowy[3] – zachodnia Sumatra i pobliskie wyspy.

Nazwa podgatunku insularis okazała się zajęta i została zastąpiona przez hachisukae. Podgatunki chiroplethis (Anambas), billitonis (Belitung) i sibergi (Bawean) zsynonimizowano z podgatunkiem nominatywnym. Bilbil szaroczelny (Pycnonotus cinereifrons) z wyspy Palawan, uznawany dawniej za podgatunek bilbila oliwkowego, został w 2010 roku wydzielony jako osobny gatunek.

## Morfologia
Długość ciała 19–20,5 cm; masa ciała 24–36 g. Obie płcie są do siebie podobne; samice przeciętnie nieco mniejsze od samców.

## Występowanie
Występuje w Brunei, Indonezji, Malezji, Mjanmie, Tajlandii, Singapurze i na Filipinach.
Jego naturalnym środowiskiem występowania są subtropikalne i tropikalne wilgotne lasy nizin (zazwyczaj do 500 m n.p.m.).

## Status
Międzynarodowa Unia Ochrony Przyrody (IUCN) uznaje bilbila oliwkowego za gatunek najmniejszej troski (LC – least concern). Liczebność populacji nie została oszacowana, aczkolwiek ptak ten opisywany jest jako bardzo liczny. Ze względu na brak istotnych zagrożeń i dowodów na spadki liczebności organizacja BirdLife International ocenia trend liczebności populacji jako prawdopodobnie stabilny.